# Chris Amoo
Christopher Charles Amoo (14 oktober 1952, Liverpool) is de leadzanger van de Britse soulband The Real Thing die vooral in de jaren zeventig succesvol was. De klassieke bezetting werd gecompleteerd door jeugdvrienden Dave Smith en Ray Lake, en zijn oudere broer Eddie Amoo met wie hij een songschrijversduo vormde. Sinds 2018 zijn Amoo en Smith de enige nog levende leden. 

## Achtergrond

### Jeugd
Amoo is geboren en getogen in de Liverpoolse immigrantenwijk Toxteth dat een gemeenschap op zich was ten aanzien van de rest van de Merseyside. Net als veel van zijn generatiegenoten aldaar heeft hij een biraciale achtergrond; zijn grootvader kwam uit Ghana en zijn grootmoeder uit Ierland. "We gingen nooit naar de binnenstad omdat we daar niet welkom waren", vertelde Amoo in 2020 in een lockdowninterview met Film Fest Gent. "We hadden onze eigen clubs en restaurants". De Beatles speelden geen rol van betekenis in zijn muzikale opvoeding; soul/r&b en jazz des te meer. Dit was te danken aan de in Burtonwood gelegerde Afro-Amerikaanse soldaten die de clubs van Toxteth bezochten en hun eigen plaatjes meenamen. Vooral The Four Tops en The Temptations maakten grote indruk op de jonge Amoo. Minstens zo belangrijk was broer Eddie, die als lid van The Chants enkele malen door de Beatles werd begeleid.

### The Real Thing I
In 1970 vormde Amoo zijn eigen groep met Dave Smith, Ray Lake en Kenny Davis; de Sophisticated Soul Brothers. Via Vocal Perfection ontstond in 1972 de definitieve groepsnaam The Real Thing. Eddie coachte de groep en zou pas in 1975 toetreden als verlate opvolger van Davis. In deze bezetting scoorden ze in de periode 1976-1979 hun grootste hits met You to Me Are Everything, Can't Get By Without You en Can You Feel The Force? ; allen gedragen door de hese baritonstem van Amoo.    

### Solocarrière I
Begin jaren tachtig ging het de groep wat minder voor de wind na een mislukte samenwerking met de Franse producer Jean-Phillipe Illiesco die de groep hun Amerikaanse doorbraak had moeten bezorgen. Amoo bracht in 1981 een solosingle uit op het Precision-label; een cover van Phil Collins' This Must Be Love met als B-kant het groepsnummer You'll Never Know What You're Missing dat vier jaar eerder (in de week van 19 maart 1977) zijn eerste zelfgeschreven top 20-hit werd. In maart 1984 bracht Amoo een duet met zangeres/musicalactrice Debby Bishop uit op EMI; No Choir of Angels met op de B-kant Love Talk. In april van dat jaar verscheen hij samen met Alan Price en anderen in de laatste aflevering van een tv-show die zangeres/comedienne Marti Caine presenteerde.

### Solocarrière II
Solo zou de zanger zijn grootste successen behalen als hondenfokker; een hobby die hij samen met zijn vrouw Julie Amoo (meisjenaam Mello) beoefent. In 1987 won hun Afghaanse windhond Viscount Grant de Crufts-hondenshow. Datzelfde jaar was Amoo een van de juryleden bij de Easter Team Match in de Junior Handlers Club.
In 2013 haalde hun Afghaanse windhond de derde plaats bij Crufts in zijn categorie.
Door zijn verbintenis aan de Kennel Club werd Amoo een veelgevraagd jurylid binnen en buiten het Verenigd Koninkrijk. Zo was hij in 2015 en 2016 aanwezig bij twee Franse hondenshows, waarvan de eerste gewijd aan de Ierse wolfshond. In 2016 jureerde in voor de EIWC (European International Winners Club).

### The Real Thing II
Ondertussen kwam The Real Thing weer in de belangstelling doordat hun grootste hits in 1986 opnieuw de (Britse) top 40 haalden in remixuitvoeringen. Chris Amoo en Dave Smith hielden de groepsnaam in stand na het overlijden van Ray Lake op 9 maart 2000 en Eddie Amoo op 23 februari 2018. In oktober 2024 werden zij benoemd tot ereburgers van Liverpool.

## Discografie
| Titel | Release-info      | Jaar | Opmerkingen                                       |
| --- | ----------------- | ---- | ------------------------------------------------- |
| "This Must Be Love" / "You'll Never Know What You're Missing" | Precision PAR 118 | 1981 |                                                   |
| " No Choir of Angels" / "Love Talk" | EMI 5455          | 1984 | Als Chris Amoo en Debby Bishop                    |
| A1. "You To Me Are Everything" (Disco Dude Mix), A2. "You To Me Are Everything" (Disco Universal Dub) B1. "You To Me Are Everything" (Album Version), B2. "You To Me Are Everything" (Disco Instrumental) | Polydor SUNLPR 01 | 1998 | Als Sunzet featuring Chris Amoo of the Real Thing |

## Televisie
| Titel                   | Aflevering      | Rol      | Regisseur / Producer                            | Jaar | Opmerkingen               |
| ----------------------- | --------------- | -------- | ----------------------------------------------- | ---- | ------------------------- |
| Marti                   | Aflevering #5.5 | Zichzelf | Brian Whitehouse (Reg.), Stewart Morris (Prod.) | 1984 | Presentatie: Marti Caine< |
| Crufts 88               |                 | Zichzelf | Neil Eccles (Prod.)                             | 1988 | [ 18 ]                    |
| After They Were Famous  | Episode #2.4    | Zichzelf |                                                 | 2000 |                           |
| Hit Me Baby 1 More Time | Episode #1.4    | Zichzelf |                                                 | 2005 |                           |

## Radio
| Titel                | Aflevering | Rol      | Regisseur / Producer   | Jaar | Opmerkingen |
| -------------------- | ---------- | -------- | ---------------------- | ---- | ----------- |
| Motown on the Mersey |            | Zichzelf | James Crawford (Prod.) | 2007 | [ 19 ]      |

## Film
| Titel                             | Aflevering | Rol      | Regisseur / Producer   | Jaar | Opmerkingen                                |
| --------------------------------- | ---------- | -------- | ---------------------- | ---- | ------------------------------------------ |
| Everything - The Real Thing Story |            | Zichzelf | Simon Sheridan (Prod.) | 2019 | Uitgezonden door BBC Four in augustus 2020 |